# Aprikossparv
Aprikossparv (Emberiza jankowskii) är en starkt hotad östasiatisk fågel inom familjen fältsparvar.

## Utseende
Aprikossparven är en 16 centimeter stor rödbrun fältsparv med tydlig ansiktsteckning, tydliga streck på manteln, vita vingband och blek undersida. Örontäckarna är grå, liksom bröstets mitt. Hane i häckningsdräkt har en oval mörkt kastanjefärgad fläck på buken.

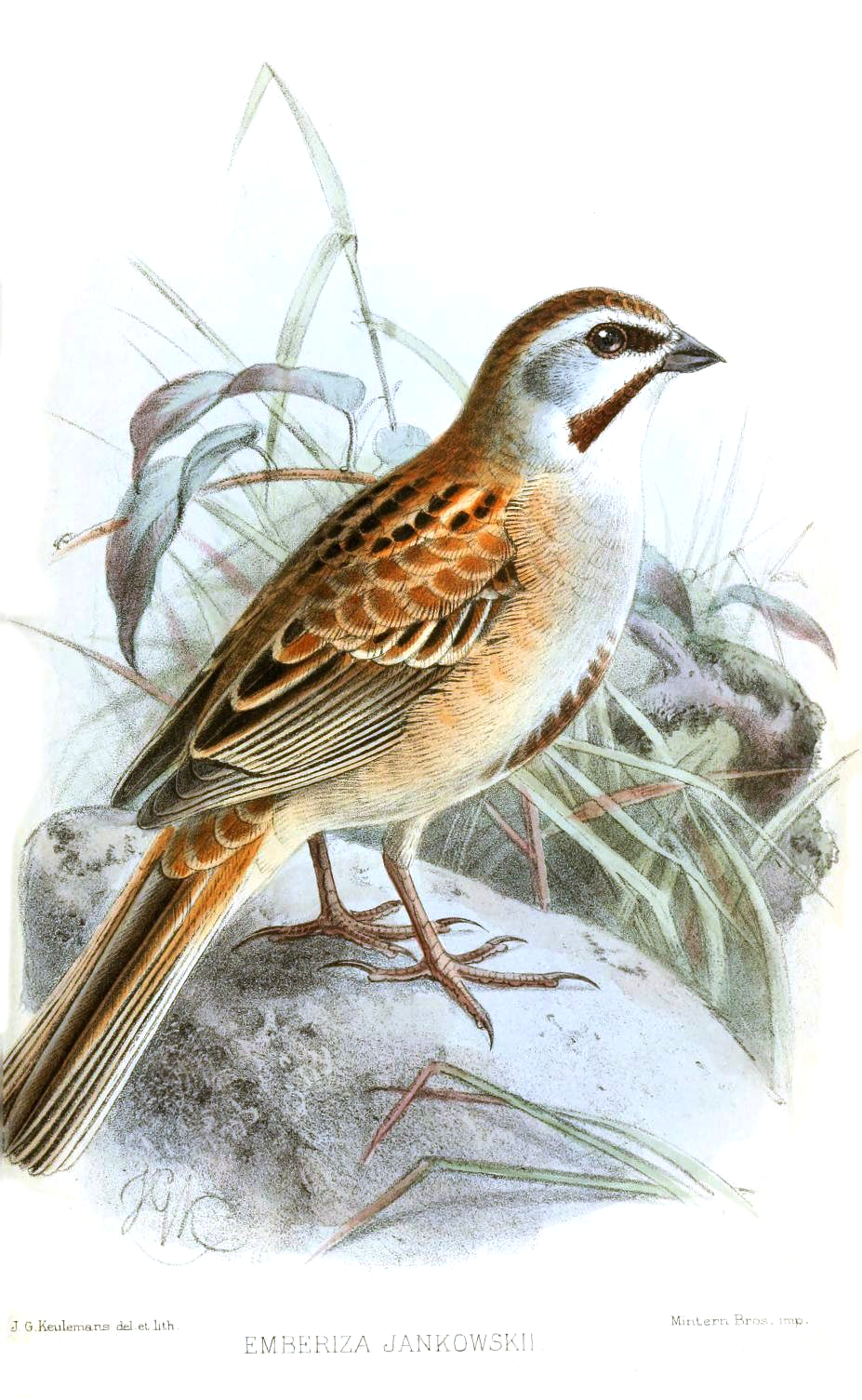

## Läte
Sången återges i engelsk litteratur som ett enkelt "chu-chu cha-cha cheee" eller "hsuii dzja dzja dzjeee". Bland lätena hörs enkla eller dubblerade "tsitt", tunna "hsiu" och explosiva "sstlitt" vid fara.

## Utbredning och systematik
Fram tills nyligen förekom den i Kina, nordöstligaste Nordkorea och i angränsande del av Ryssland i tempererade buskskogar och gräsmarker. De enda kända populationerna idag är begränsade till tre platser: Tumiji och Maanshan i Zhalaite Qi i Inre Mongoliet; Dagang Forest Farm i Zhenlai, västra Jilin; samt Keerqin-området. I Ryssland var den lokalt vanlig men försvann på 70-talet. Även i Nordkorea var den tidigare inte ovanlig i sitt begränsade utbredningsområde, men det finns väldigt lite information om dess aktuella status där.
Aprikossparv behandlas som monotypisk, det vill säga att den inte delas in i några underarter. Dess närmaste släktingar i släktet Emberiza är klippsparv (Emberiza cia), mongolsparv (Emberiza godlewskii) och ängssparv (Emberiza cioides).

## Ekologi
Aprikossparv häckar i öppna låglänta miljöer, oftast gräsmarker med spridda buskar eller småträd på sandig bark. Häckningssäsongen sträcker sig från slutet av april till slutet av juli. Den lägger fyra till sju ägg som den ruvar i 11-14 dagar.

## Status
Aprikossparv hotas av habitatsförlust och det bedöms finnas bara 200–500 par kvar. Internationella naturvårdsunionen IUCN kategoriserar den därför som starkt hotad.

## Namn
Fågelns vetenskapliga artnamn hedrar Michał Jankowski (1842-1912), polsk naturforskare verksam i Sibirien 1863-1903. Tidigare kallades den jankowskisparv även på svenska, men tilldelades 2024 ett mer informativt namn av BirdLife Sveriges taxonomikommitté. Namnet syftar på att den ofta ses nära aprikosträdet Prunus sibirica.